# Пекос (Техас)
Пе́кос (англ. Pecos) — город в США, расположенный в западной части штата Техас. Город является административным центром округа Ривс. По данным переписи за 2010 год число жителей составляло 8780 человек, по оценке Бюро переписи США в 2014 году в городе проживало 9213 человек. Город расположен на западном берегу реки Пекос, у восточного края пустыни Чиуауа, неподалёку от границы с Нью-Мексико. В 2012 году город занял второе место в списке Forbes самых быстро растущих малых городов США. Город является региональным коммерческим центром скотоводства, добычи газа и нефти, агропромышленности, известен выращиванием канталуп. Утверждается также, что в Пекосе прошло первое в мире родео.

## История
Пекос является одним из многих городов в Западном Техасе, образованных около железнодорожных станций во время строительства железной дороги Texas and Pacific Railway. Позднее эти города были также связаны между собой автомагистралями US 80 и I-20. До появления железной дороги в районе города существовал постоянно действующий лагерь для переправы перегонщиков скота через реку Пекос. С появлением системы орошения из аквифера город стал центром торговли обширного сельскохозяйственного производства хлопка, лука и канталуп. Начало крупномасштабной добычи серы в соседнем округе Калберсон в 1960-х годах способствовало значительному росту экономики и населения региона. Рост сменился на спад в 1990-х годах после прекращения добычи полезных ископаемых.
В 1962 году Большое жюри вынесло обвинительный вердикт в отношении жителя Пекоса Билли Сола Эстеса, который обвинял Линдона Джонсона, бывшего в ту пору вице-президентом США.
В Пекосе находится крупнейшая частная тюрьма в мире, Reeves County Detention Complex, оперируемая «GEO Group».

## География
Координаты Пекоса: 31°24′56″ с. ш. 103°30′00″ з. д..
Согласно данным бюро переписи США, площадь города составляет 115,2 квадратных километров.

### Климат
Согласно классификации климатов Кёппена, в Пекосе преобладает аридный климат.
| Показатель                    | Янв. | Фев. | Март | Апр. | Май  | Июнь | Июль | Авг. | Сен. | Окт. | Нояб. | Дек. | Год   |
| ----------------------------- | ---- | ---- | ---- | ---- | ---- | ---- | ---- | ---- | ---- | ---- | ----- | ---- | ----- |
| Абсолютный максимум, °C       | 30   | 32   | 39   | 40   | 42   | 45   | 46   | 43   | 43   | 40   | 32    | 31   | 46    |
| Средний суточный максимум, °C | 15,4 | 18,2 | 22,7 | 27,6 | 32,5 | 35,9 | 35,8 | 35   | 31,4 | 27,2 | 21,2  | 16,1 | 26,6  |
| Средняя температура, °C       | 6,9  | 9,5  | 13,4 | 18,3 | 23,4 | 27,5 | 28,1 | 27,6 | 23,8 | 18,6 | 12,1  | 7,2  | 18,1  |
| Средний суточный минимум, °C  | −1,6 | 0,7  | 4,2  | 8,9  | 14,3 | 19,1 | 20,2 | 20,1 | 16,1 | 9,8  | 2,9   | −1,7 | 9,4   |
| Абсолютный минимум, °C        | −20  |      | −11  | −3   |      | 9    | 12   | 7    | 2    | −5   | −11   | −14  | −20   |
| Норма осадков, мм             | 12,7 | 12,7 | 12,7 | 15,2 | 38,1 | 50,8 | 55,9 | 53,3 | 50,8 | 33   | 15,2  | 15,2 | 360,7 |
| Источник: weatherbase.com     |      |      |      |      |      |      |      |      |      |      |       |      |       |

## Население
Согласно переписи населения 2010 года, в 2010 году в городе проживало 8780 человек, 3094 домохозяйства, 2239 семей. Расовый состав города: 77,5 % — белые, 1,9 % — чернокожие, 0,4 % — коренные жители США, 1 % — азиаты, 0,1 % — жители Гавайев или Океании, 17,2 % — другие расы, 1,9 % — две и более расы. Число испаноязычных жителей любых рас составило 83,2 %.
Из 3094 домохозяйств, в 40,6 % проживают дети младше 18 лет. В 49,8 % случаев в домохозяйстве проживают женатые пары, 16,5 % — домохозяйства без мужчин, 27,6 % — домохозяйства, не составляющие семью. 24,8 % домохозяйств представляют собой одиноких людей, 10,8 % — одиноких людей старше 65 лет. Средний размер домохозяйства составляет 2,81 человека. Средний размер семьи — 3,38.
32,8 % населения города младше 20 лет, 22,3 % находятся в возрасте от 20 до 39, 30,3 % — от 40 до 64, 14,7 % — 65 лет и старше. Средний возраст составляет 35,2 лет.
Согласно данным опросов пяти лет с 2010 по 2014 годы, средний доход домохозяйства в Пекосе составляет 45 028 долларов США в год, средний доход семьи — 52 857 долларов. Доход на душу населения в городе составляет 20 568 долларов США, ниже чем в среднем по стране — 28 555 долларов. Около 16 % семей и 18,5 % населения находятся за чертой бедности. В том числе 28,8 % в возрасте до 18 лет и 19,3 % в возрасте 65 и старше.

## Местное управление
Управление городом осуществляется городским советом из шести членов, в число которых входит мэр города.
Структура органов местного управления выглядит следующим образом:
| Должность                                    | Имя                                                     |
| -------------------------------------------- | ------------------------------------------------------- |
| Мэр                                          | Венетта Силс                                            |
| Заместитель мэра, член муниципального совета | Геральд Теллес                                          |
| Прочие члены муниципального совета           | Руди Вильегас, Чак Кнудсен, Альфредо Салдана, Уолли Мун |
| Сити-менеджер                                | Эрик Ханифилд                                           |
| Городской адвокат                            | Трент Грэхем                                            |
| Городской секретарь                          | Мэри Кармен Вуд                                         |
| Службы правопорядка                          | Джек Брукшир                                            |
| Директор отдела развития города              | Кончита Эрнандес                                        |
| Финансовый директор                          | Хитер Рамирес                                           |
| Глава пожарной охраны                        | Фредди Контрерас                                        |
| Начальник отдела управления персоналом       | Эстелла Муньос                                          |
| Глава полиции                                | Клэй Маккинни                                           |
| Директор отдела общественных работ           | Гэри Рамбо                                              |

## Инфраструктура и транспорт
Крупнейшими автомагистралями, проходящими через город, являются межштатная автомагистраль I-20, а также автомагистраль США US 285.
В Пекосе находится муниципальный аэропорт Пекос. Ближайшими аэропортами, выполняющими коммерческие рейсы, являются Cavern City Air Terminal в Нью-Мексико и Midland International Air and Space Port.

## Образование
Город обслуживается независимым школьным округом Пекос—Бастроу—Тоя.